# Širó Azumi
Širó Azumi byl japonský fotbalista.

## Klubová kariéra
Hrával za Osaka SC.

## Reprezentační kariéra
Širó Azumi odehrál za japonský národní tým v letech 1923–1925 celkem 3 reprezentační utkání. S japonskou reprezentací se zúčastnil Her Dálného východu 1923 a 1925.

## Statistiky
| Japonsko | Japonsko | Japonsko |
| Roky     | Záp.     | Góly     |
| -------- | -------- | -------- |
| 1923     | 2        | 0        |
| 1924     | 0        | 0        |
| 1925     | 1        | 0        |
| Celkem   | 3        | 0        |